# Грязный трюк
Грязный трюк (ивр. התרגיל המסריח‎) — политический скандал, разразившийся в Израиле в 1990 году. Речь шла о попытке Шимона Переса сформировать правительство, состоящее из левых фракций и ультраортодоксальных партий. Он провалился, когда ультраортодоксальные партии отказались от сделки.

## История
Израильская партия Авода Переса входила во второе правительство национального единства вместе со своим традиционным соперником, Ликудом Ицхака Шамира, с 1988 года. Шамир занимал пост премьер-министра, в то время как Перес занимал пост министра финансов.
В начале 1990 года государственный секретарь Соединенных Штатов Джеймс Бейкер предложил Израилю провести переговоры с палестинской делегацией, состоящей из палестинцев, депортированных с оккупированных Израилем территорий, а также некоторых из Восточного Иерусалима. Перес потребовал, чтобы правительство приняло предложение Бейкера. Шамир отказался под давлением сторонников жесткой линии в его собственной партии. Перес предъявил Шамиру ультиматум, пригрозив разорвать коалиционное соглашение, если Шамир не примет план Бейкера.

## «Грязный трюк»
Перес составил секретное соглашение с Арье Дери и ШАС о поддержке роспуска правительства национального единства. Затем Коалиция вынесла вотум недоверия правительству. Шамир незамедлительно уволил Переса, и другие министры Коалиции также подали в отставку 15 марта правительство было распущено 60 голосами против 55. Агудат Исраэль проголосовал за предложение, в то время как Шас воздержался.
Это был первый случай в истории Израиля, когда правительство было распущено в результате вотума недоверия.
После падения правительства президент Хаим Герцог выбрал Переса для формирования нового правительства. Вскоре Пересу эта задача показалась сложной. Выступая на митинге на арене Яд Элиягу, раввин Элазар Шах, духовный лидер Дегель ха-Тора, призвал свою общественность не мириться с коалицией со светскими левыми, нарушающими кашрут, «пожирателями зайцев и свиней». После решительного возражения раввина Шаха, наставник ШАС раввин Овадия Йосеф также отказался разрешить Шас служить под началом Переса. Таким образом, Перес остался при поддержке 60 депутатов парламента, что на одного меньше большинства. Дополнительным депутатом был бы Авраам Шарир, который покинул Ликуд в феврале, чтобы сформировать Новую либеральную партию.
Новое правительство должно было быть утверждено 11 апреля. Однако в то утро два депутата кнессета от «Агудат Исраэль», Элиэзер Мизрахи и Авраам Вердигер, отсутствовали из-за того, что любавичский ребе Менахем Мендель Шнеерсон отказался поддержать какие-либо территориальные уступки со стороны Израиля.
Позже выяснилось, что Мизрахи даже не присутствовал при подписании соглашения между Маарахом и Агудат Исраэль, в то время как Вердигер только притворился, что подписал его, а на самом деле просто помахал ручкой над бумагой.
Перес попросил Херцога о продлении, но был вынужден отказаться от своего мандата 26 апреля. Затем Херцог пригласил Шамира сформировать правительство. Шамиру удалось сформировать правую коалицию. Шарир вернулся в Ликуд после памятного крика Шамира «Абраша, вернись домой!», и Эфраим Гур, который покинул ряды, также присоединился. Шамир представил свое новое правительство 11 июня.

## Последствия
Ицхак Рабин в интервью назвал это дело «грязным трюком», сказав, что «Весь этот блеф и коррупция, которые пришли в политическую жизнь Израиля в попытке сформировать узкое правительство, провалились не только тактически, но и концептуально». Несмотря на инцидент, Перес избежал немедленных перевыборов руководства партии Авода (Лейбористской партии),, хотя он проиграл борьбу Рабину перед выборами 1992 года.
Во время подготовки сделки потенциальные члены коалиции публично потребовали финансового поощрения, включая банковские облигации на 2,5 миллиона долларов, субсидии частным религиозным школам на 111 миллионов долларов и гарантированные места в Кнессете. Это вызвало протесты израильской общественности, включая митинги и голодовки. Именно на одном из митингов на площади Царей Израиля впервые прозвучал призыв «Мушхатим, нимастем!» («Мы сыты по горло вами, коррумпированными людьми!»). Позже он был принят Лейбористской партией в ходе её кампании по выборам 1992 года (когда её возглавлял Рабин), и считается, что он сыграл важную роль в её победе
Это дело также привело к избирательной реформе и формату прямых выборов на должность премьер-министра.